# Servicio Estatal de Fronteras de Azerbaiyán

Bandera del Servicio Estatal de Fronteras de Azerbaiyán

El Servicio Estatal de Fronteras de la República de Azerbaiyán (en azerí: Azərbaycan Respublikası Dövlət Sərhəd Xidməti) es una patrulla fronteriza casi militar de la República de Azerbaiyán que se encarga de la vigilancia de las fronteras de Azerbaiyán con sus países vecinos, Turquía, Georgia, Rusia, Irán y Armenia. La Guardia Costera de Azerbaiyán es la parte marítima del Servicio Estatal de Fronteras. Está orientada a la protección de los puertos, las aguas interiores, la frontera marítima y el mar territorial en el Mar Caspio.
La misión y la función del Servicio Estatal de Fronteras es garantizar la seguridad de Azerbaiyán a través de la vigilancia de sus fronteras e impedir que el contrabando, los inmigrantes, terroristas, y armas terroristas, incluidas las armas de destrucción masiva ingresen al país.  El Servicio Estatal de Fronteras no es una rama de las Fuerzas Armadas de Azerbaiyán, pero coopera con él. El Servicio Estatal de Fronteras de Azerbaiyán se estableció el 31 de julio de 2002 por el decreto del Presidente de Azerbaiyán, Heydar Aliyev.